# Mærke
Et mærke eller et brand er en samling af symboler, oplevelser og associationer, som positionerer og differentierer en vare, en service, virksomhed, organisation, person eller et sted. Hvis der er tale om et produkt, handler brandingen (mærkningen) således om at sikre, at målgruppen kan genkende det i forhold til konkurrenternes produkter.
En almindelig misforståelse er, at et mærke er identisk med varemærke eller et logo.

## Historie
Ordet "brand" stammer fra det oldnordiske "brandr", hvilket betyder "at brænde"[kilde mangler], og stammer fra de brændemærker, som kvægfarmere brugte til at skelne deres kvæg fra hinanden. Begrebet blev introduceret i markedsførings-jargonen allerede omkring 1850'erne og har siden udviklet sig i flere retninger.

## Produktbranding
Udviklingen indenfor den oprindelige form for branding – kendt som produktbranding – startede for alvor med industrialiseringen. I takt med at denne tog fart, blev det muligt at producere store mængder af det samme produkt. Før dette var mange produkter nye opfindelser, der for det meste solgte sig selv udelukkende på baggrund af produktets unikke egenskaber – fx flydende sæbe, elpæren og radioen. Men i takt med en stigende velstand skød der flere og flere fabrikker op, og behovet for at sikre, at forbrugerne kunne huske de enkelte produkter og skelne dem fra konkurrenternes, opstod. Derfor begyndte forskellige producenter at udvikle unikke navne og logoer til deres produkter.
Industrialiseringen betød også en kraftig udvikling af infrastrukturen, hvorfor det blev muligt for producenterne at sende produkter over store afstande for at konkurrere på fjerntliggende markeder. Dette gjorde, at mange kunder oplevede et tab af den troværdighed, som dét at købe sine produkter hos den lokale købmand ellers havde givet. Når købmanden hentede sine produkter ind langvejs fra, havde han ikke nødvendigvis indgående kendskab til dem, og kunderne kunne derfor ikke længere nøjes med at udvælge produkterne ud fra, at købmanden var troværdig og ærlig. For at genvinde noget af den tabte troværdighed søgte producenterne at indbygge den i signalværdien i produkternes emballage og opdigtede samtidigt personligheder, der kunne optræde i reklamer for at give produktet en imødekommende personlighed.

## Branding, ungdomskultur og værdier
Især gennem 1980'erne og 1990'erne steg producenternes bevidsthed om, at der kan være mange forskelligrettede grunde til, at forbrugerne vælger et bestemt produkt. Man blev således opmærksom på, at man spejler sig i de produkter, man køber, og går op i, at de skal passe ind i ens identitetsopbygning. Derfor begyndte man i højere grad at koncentrere brandingen om immaterielle værdier, som forbrugerne kan bygge ind i deres personlige livsstil. Den canadiske journalist og aktivist Naomi Klein har siden beskrevet dette som producenternes jagt på at være cool, idet det ofte var de unge forbrugere, man appellerede til. Ved at blive den bedste til at ramme de unges livsstil, kunne man derfor opbygge en aura af coolness omkring sit produkt.
På denne måde har brandingen af især konsumvarer bevæget sig mere og mere væk fra den oprindelige udformning, hvor der primært blev spillet på de rent materielle værdier ved produkterne. I stedet for at fortælle forbrugerne om produkternes materielle fordele, søger producenterne nu at bygge mere uhåndgribelige immaterielle værdier ind i sine brands. Derfor handler branding i dag om meget mere end blot at lave logoer og iøjnefaldende emballage.
Et eksempel er de to amerikanske fast food-kæder McDonalds og Burger Kings brandingstrategier. Selvom de to kæders produkter ikke er helt ens, er der stadig tale om, at de begge sælger burgere i fast food-branchen. For at adskille sig fra hinanden i forbrugernes bevidsthed, konkurrerer de derfor om at udstråle de helt rigtige immaterielle værdier i deres branding. Et andet eksempel er de to producenter af blandt andet sportssko Nike og Adidas. Disse har gennem tiden konkurreret om at finde ind til de helt rigtige værdier, som den ofte unge målgruppe kan identificere sig med.
I dag bruger producenter ofte meget store summer på at få produkterne til at udstråle de helt rigtige værdier og få målgruppen til at identificere sig med disse værdier. Noget, der af positive røster bliver set som virksomherdernes bidrag til de unges identitetsopbygning, mens de kritiske ofte ser det som en overtagelse af forskellige ungdomskulturer udelukkende med indtjening for øje.

## Verdenskendte mærker
Ifølge det amerikanske magasin Forbes, er de 10 vigtigste brands i 2015:
- Apple
- Microsoft
- Google
- Coca-Cola
- IBM
- McDonald's
- Samsung
- Toyota
- General Electric
- Facebook